# Portrait de l'artiste sans barbe
Le Portrait de l'artiste sans barbe est une huile sur toile de 41 × 32,6 cm, peinte par Vincent van Gogh en 1889. 
Bien que van Gogh ait peint de nombreux autoportraits, celui-ci est le dernier avant sa mort  survenant moins d'un an plus tard, le 29 juillet 1890. La peinture a été vendue à New York en 1998 à un collectionneur privé pour 71 millions de dollars, on l'estime aujourd'hui à environ 103 millions de dollars en raison de l'inflation. Il est considéré actuellement comme le vingtième tableau le plus cher du monde.